# Monte Carmelo
Monte Carmelo ou Monte do Carmo é uma montanha na costa de Israel, com vista para o Mar Mediterrâneo. A grande cidade israelita de Haifa localiza-se parcialmente sobre o Monte Carmelo, além de algumas outras cidades menores, como Nesher e Tirat Carmel.

## Etimologia (origem do nome)
O seu nome deriva do hebraico Karmel, que significa "jardim", "campo fértil" ou "vinha do Senhor" (carmo significa "vinha", el significa "senhor").

## Importância nas religiões
Segundo a Bíblia, neste local se deu o duelo espiritual entre o profeta Elias e os profetas de Baal. Na ocasião, Elias provou, aos homens, que o Deus de Israel era o verdadeiro Deus, e não Baal. Na história narrada pela Bíblia, o Monte Carmelo é citado como o local onde Elias desconcertou os profetas Baal, levando, de novo, o povo de Israel à obediência ao Senhor.
Foi também no Monte Carmelo que, segundo a Bíblia, Elias fez descer fogo do céu, que consumiu por duas vezes os 50 soldados com o seu capitão, que o rei Acazias tinha mandado ali para prender o profeta, em virtude de ter este feito parar os seus mensageiros que iam consultar Baal Zebube, deus de Ecrom (II Reis, capítulo 1, versículos 9 a 15).
A Bíblia ainda cita esta montanha como o local em que a mulher sunamita que perdera seu filho, foi encontrar-se com o profeta Eliseu (II Reis, capítulo  4, versículos 8 a 31) para entender a sua perda.
A montanha também é o local de origem da Ordem Carmelita: ali, viviam eremitas entregues à oração e à penitência, inspirados no exemplo de vida austera de Elias. Esses eremitas, que, ali, construíram uma capela dedicada a Nossa Senhora do Carmo, teriam dado origem à ordem e à devoção a Nossa Senhora do Carmo. Com a perseguição muçulmana no século XII, a ordem e a devoção teriam se espalhado pelo Ocidente.

#### Fé Baháʼí

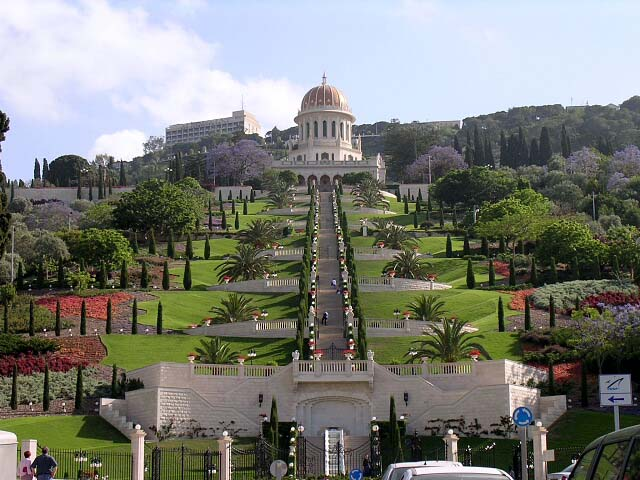
O Santuário do Báb e seus Patamares no Monte Carmelo, 2004.

O Monte Carmelo é considerado um lugar sagrado aos seguidores da Fé Bahá'í, e é o local do Centro Mundial Bahá'í e do Santuário do Báb. A localização dos lugares sagrados Bahá'ís têm suas origens com o exílio e a prisão do fundador da religião, Bahá'u'lláh, próximo a Haifa pelo Império Otomano durante seu domínio da Palestina.
O Santuário do Báb é a estrutura onde estão os restos mortais do Báb, fundador do Babismo e antecessor de Bahá'u'lláh na Fé Bahá'í. A localização precisa do santuário no Monte Carmelo foi designada por Bahá'u'lláh mesmo, e os restos do Báb permanecem ali desde 21 de março de 1909 em um mausoléu de seis salas construído de pedras locais. A construção do santuário com um domo de ouro foi concluída sobre o mausoléu em 1952, e uma série de patamares decorativos ao redor do santuário foram concluídos em 2001. O marbles branco usado vem da mesma fonte antiga que as principais obras de arte Atenienses usaram, o Monte Pentélico.

Bahá'u'lláh, fundador da Fé Bahá'í, escreveu na Epístola do Carmelo que a área ao redor do santuário seria o lugar da sede administrativa da religião; os edifícios administrativos Bahá'ís estão construídos nas adjacências dos patamares decorativos, e são referidos como edifícios do Arco, devido à forma de seu arranjo físico.